# レクソーナ・アデス
レクソーナ・アデス（Rio de Janeiro Vôlei Clube）は、ブラジル・リオデジャネイロ市を本拠地とする女子バレーボールクラブ。1997年に創設。
1997-1998年スーパーリーガで初優勝、2005-2006年以降連覇を続けている。ナショナルチームで活躍する選手も多数在籍している。
2010年から2013年まではユニリーバのスポンサーにより「ユニリーバ・バレー（Unilever Vôlei）」を名乗っていた。
2016年よりSesc RJのスポンサーにより「レクソーナ Sesc-RJ」を名乗る。

## 主な成績
スーパーリーガ
- 優勝：1997-98, 1999-2000, 2005-06, 2006-07, 2007-08, 2008-09, 2010-11, 2012-13, 2013-14, 2014-15, 2015-16, 2016-17

## 登録選手
2024-25年シーズンの登録選手は次の通り。
| 背番号 | 国籍/名前              | ポジション           | 身長 | 備考       |
| ------ | ---------------------- | -------------------- | ---- | ---------- |
| 1      | Rosely Nogueira        | セッター             | 1.75 |            |
| 3      | Adria Júlia Silva      | ミドルブロッカー     | 1.83 |            |
| 4      | Julliana Gandra        | ミドルブロッカー     | 1.92 |            |
| 5      | Clara Rodrigues        | セッター             | 1.71 |            |
| 6      | Edinara Brancher       | オポジット           | 1.86 |            |
| 7      | ロレーナ・ヴィーゼル   | ミドルブロッカー     | 1.90 |            |
| 8      | Mikaela Hestmann       | アウトサイドヒッター | 1.81 |            |
| 10     | ミシェリ・パボン       | アウトサイドヒッター | 1.79 | キャプテン |
| 11     | Karina Souza           | アウトサイドヒッター | 1.78 |            |
| 12     | Camila Mesquita        | オポジット           | 1.81 |            |
| 13     | ブリー・オライリー     | セッター             | 1.83 |            |
| 14     | Jussara Tiago da Silva | ミドルブロッカー     | 1.84 |            |
| 15     | エレーナ・ウェンク     | アウトサイドヒッター | 2.00 |            |
| 21     | Victoria Stadler       | リベロ               | 1.64 |            |
| 22     | ライス・バスケス       | リベロ               | 1.72 |            |

## 歴代所属選手
| - フェルナンダ・ベンツリーニ - バーナ・ディアス - ラケル・シルバ - エリカ・コインブラ - ファビアナ・クラウジノ - ジャケリネ・カルバリョ - バレウスカ・オリベイラ - レイラ・バロス - エリア・ソウザ - フェルナンダ・フェレイラ - ジュシエリ・クリスチナ・バレト - レナタ・コロンボ - タイーザ・メネセス - ファビアナ・オリベイラ | - ジョイセ・シルバ - ジョゼファ・ファビオラ・ソウザ - モニーキ・パボン - アマンダ・フランシスコ - タンダラ・カイシェタ - ナタリア・ペレイラ - ブルーナ・オノリオ - ロベルタ・ラツキ - ガブリエラ・ソウザ - ガブリエラ・ギマラエス - アナ・ダシウバ - ロレンネ・テイシェイラ - ドルシラ・コスタ - ナタリア・アラウージョ | - タラ・クロス＝バトル - ローガン・トム - ヴェロニカ・ジョーンズ＝ペリー - ハイーネ・スタエレンス - アンネ・バイス - フランチェスカ・ピッチニーニ - サラ・パヴァン - タチアナ・コシェレワ - ブランキツァ・ミハイロビッチ - ヨンカイラ・ペーニャ - カミラ・ゴメス |